# Psilocybe sabulosa
Psilocybe sabulosa är en svampart som beskrevs av Peck 1897. Psilocybe sabulosa ingår i släktet slätskivlingar och familjen Strophariaceae.   Inga underarter finns listade i Catalogue of Life.